# Temple d'Apol·lo (Delfos)
El temple d'Apol·lo a Delfos va ser un temple d'estil dòric perípter, que es remunta al segle iv aC. Fou edificat damunt les restes d'un temple anterior, del segle vi aC, que al seu torn fou erigit a l'emplaçament d'un altre del segle vii aC. S'atribueix als arquitectes Trofoni i Agamedes.
Al segle vi aC era conegut com el «temple dels Alcmeònides», en tribut a la família atenenca que en finançà la reconstrucció després d'un incendi que n'havia destruït l'estructura original. El nou edifici fou un temple d'estil dòric hexàstil de 6 x 15 columnes. Fou ensorrat l'any 373 aC. Les escultures del frontó s'atribueixen a Praxies i Andròstenes, atenencs. D'una proporció semblant, en el segon temple es mantingué el patró 6 x 15 columnes a l'estilòbata. A dins, hi havia l'ádyton, el centre de l'oracle de Delfos i el seient de la Pítia. El monument fou restaurat parcialment el 1938.
Va sobreviure fins al 390, quan l'emperador cristià Teodosi I silencià l'oracle amb la destrucció del temple i la major part d'estàtues i obres d'art en nom de la Cristiandat. El santuari fou completament derruït pels cristians zelosos de la seua fe, en un intent d'esborrar qualsevol rastre de paganisme.

## Situació geogràfica
Al vessant oriental del massís del Parnàs, al nord del golf de Corint, s'alçava el temple d'Apol·lo.
El Parnàs, muntanya tallada per fondes gorges inaccessibles, es considerà des dels temps més llunyans seu de las Muses.
En un costat del Parnàs, als peus dels cims Fedríades (‘els Lluents'), que dominaven Delfos, brollava el rierol que alimentava la font Castàlia.
En aquestes aigües s'havien de banyar els pelegrins, en un ritu de purificació, abans d'accedir al temple per consultar l'oracle d'Apol·lo.
Segons l'himne homèric d'Apol·lo Piti, el déu arribà a Crisa, sota el Parnàs nevat, al pendent girat cap al Cèfir; per damunt domina una gran roca i per sota corre un avenc buit: ací el diví Apol·lo decidí erigir un bell temple (...) que siga per a la gent un oracle.
La gorja per on corria el riu Pleistos donava pas al vast complex arqueològic de l'antiga Delfos.

## Introducció

### Història mítica del lloc i del temple
Abans que s'hi establira el culte d'Apol·lo a Delfos, hi "regnava" una deïtat femenina, Gea (la Terra), representada com una dea serp.
Segons el mite narrat en l'himne homèric d'Apol·lo, un drac (segons unes fonts Gea, segons d'altres la seua filla Temis) vivia a Delfos vora la font Castàlia:
de força brava, corpulent, enorme fera salvatge que provocava moltes desgràcies a la gent en la terra (...) Aquest drac fou qui acollí i alimentà al ferotge i tremend Tifó, malson dels mortals, fill d'Hera, la del tron daurat.
Tifó, en la mitologia grega, personificava els terratrèmols i les erupcions volcàniques. Apol·lo el va matar i deixà que el lluent Hiperió (el Sol) el podrira (en grec antic: πύθω, pytho: d'ací el nom «Piti» amb què es designà el déu).
Mort el monstre, Apol·lo neutralitzà els darrers intents de Gea per conservar la supremacia del lloc sacre, esdevenint-ne senyor absolut, després d'haver abandonat la regió durant un temps per purificar-se del crim, perquè els déus també s'havien de sotmetre a la llei comuna dels homicides (deïcida en aquest cas). Hi tornà i prengué possessió de l'indret i de l'omnipotent oracle.
Una versió del mite explica que hi desembarcà amb un grup d'habitants de Cnossos, que s'havia endut perquè constituïren el clergat de l'oracle a la rodalia de Crisa, ciutat que durant un cert període prevalgué sobre Delfos.

## El temple

### Època neolítica
L'ocupació del lloc de Delfos es remunta al Neolític, al cinqué i quart mil·lenni aC.
S'ha trobat alguna resta o eina de pedra al voltant del santuari d'Atenea Pronaica, del d'Hermes i a l'oest del temple d'Apol·lo.
A prop d'aquest santuari, que figura des dels orígens com el cor de Delfos, s'han descobert també fragments d'atuells que es remunten al període hel·làdic antic (3000-2000 aC) i a l'hel·làdic mitjà (2000-1600 aC) al sud i a l'est del temple.

### Època micènica
Fins al període hel·làdic recent (o època micénica), sembla que no hi haja hagut més que habitacles de pastors fets de fusta i branques. No hi ha proves que hi hagués aleshores un lloc de culte, un santuari de caràcter oracular. Sembla que les llegendes de la fundació se situen en aquesta època, i en particular la que narra Diodor Sícul referent a la presència de pastors.
D'altra banda, Pausànies recull una antiga creença, segons la qual hi hagué quatre temples abans de l'època clàssica al mateix indret on s'edifica el d'Apol·lo del segle iv aC:
- El primer, construït amb branques de llorer dutes de la vall de Tempe, a la Tessàlia septentrional, que simulava un turó. De l'època hel·làdica mitjana o antiga.
- El segon, alçat per abelles amb cera i plomes. Seria un edifici de forma alveolar, semblant a les tombes tholos micèniques.
- El tercer, de bronze, erigit pel déu Hefest. Podria relacionar-se amb un santuari ornat amb bronze del segle xiii aC.
- El quart, de pedra, construï pels llegendaris arquitectes esmantats abans, originaris d'Orcòmen, a Beòcia, contemporanis de la Guerra de Troia. Caldria situar-lo en l'última part de l'època micènica, o en el període anomenat "geomètric", és a dir, els segles XII al X aC.

Les excavacions han descobert vora el temple d'Apol·lo edificis rectangulars en forma d'absis que es remunten als segles XIII i XII aC. Se suposa que, al lloc del temple hi havia un mègaron, residència del cap del poble, però no n'hi ha constància arqueològica.
S'han trobat altres tombes a l'oest del santuari, cap a la Marmària, justament on s'han trobat les petjades més concretes de la presència d'un lloc de culte: sembla que es tractava d'un santuari dedicat a l'Atenea prehel·lènica, perquè Gea devia tenir el culte al lloc on és el temple d'Apol·lo.
Les construccions eren de paret seca i tova.
Hi han aparegut moltes estatuetes de sacerdotesses o deïtats. Una de molt important és d'una dona nua, seguda sobre un trípode amb les cames separades. És el primer testimoni de la presència d'una profeta en l'abisme oracular. El nombre d'ídols i en particular de figuretes en forma de toro que s'han localitzat als ciments del temple d'Apol·lo permet suposar que ja era un lloc de culte, més que no pas la seu d'un cap.
Al mateix indret s'ha trobat un fragment de ríton, recipient que acaba en cap de lleó, d'origen cretenc. La construcció n'és la de la prehistòrica Pitó.
No se sap amb certesa quan s'hi assentà Apol·lo.
La ceràmica prova que hi ha una continuïtat d'ocupació del lloc durant el període denominat "obscur" o dòric, que correspon en termes arqueològics al submicènic (1100-1025 aC, al protogeomètric (1025-900) i al començ del geomètric pròpiament dit, que va del 900 al 700 aC.
Es creu que Apol·lo s'apropià del santuari al llarg d'aquests segles, però sense arribar a substituir un antic déu anomenat Pean o Peane.
A més a més, desconcerta constatar que les altres petjades del culte d'Apol·lo dèlfic en època històrica es troben només a Creta; i per tant, seria d'on isqué Apol·lo per establir-se a Delfos, cosa que ens duu a l'època micènica.
En temps d'Homer, al segle viii aC a tot estirar, Apol·lo regnava a Delfos, i en l'Odissea veiem que Agamèmnon consulta l'oracle de "Febus Apol·lo a la bona Pítia", cosa que ens mena al final de l'època micènica, tot i que podria ser perfectament un anacronisme. Sens dubte, és quan Delfos entra en l'amfictionia d'Antela, junt a les Termòpiles, el centre de la qual era el santuari de Demèter Pilaia.
L'amfictionia era una confederació de pobles grecs, de caràcter religiós, al voltant d'un santuari.

### Època històrica
L'any 600 aC esclatà la primera guerra sagrada, que durà deu anys. La gent de Cirra, el port per on accedien molts pelegrins que anaven a Delfos, els imposaren unes taxes tan gravoses que perjudicaren els delfis, fins al punt que l'anfictionia declarà la guerra a Cirra. Després de lluites perllongades i incertes, Cirra quedà destruïda i li confiscaren el territori en benefici del santuari. Els delfis quedaren com a propietaris de l'oracle; l'anfictionia va assumir l'administració del santuari.
Al 548 aC l'antic temple de Trofoni i Agamedes s'incendià. Se'n construí un altre amb molts mitjans, conclòs al 510 aC.
Quan començaren les guerres mèdiques, l'oracle es mostrà tan pessimista que fou acusat de filopersa.
Al 480 aC, els perses van enviar tropes per conquistar Delfos, però n'hagueren de fugir per una violenta tempesta.
Els focidis s'apropiaren el santuari al 448 aC amb ajut dels atenencs, i això fou la causa de la segona guerra sagrada. La intervenció espartana de l'any següent no impedí que els focidis conservaren la supremacia política de Delfos, mercé a l'ajut de Pèricles.
Fins al 421 aC, després de la pau de Nícies, en plena Guerra del Peloponés, Delfos no recuperà la independència.
L'allau de roques dels monts Fedríades, a conseqüència d'un terratrèmol, destruí una part del temple, i no es va reconstruir fins al 369 aC.
Els focidis desencadenaren la tercera guerra sagrada al 346 aC: ocuparen Delfos i s'hi atrinxeraren. Romangueren amos de l'oracle 10 anys.
Sobre el 352 aC, es reemprengueren els treballs de reconstrucció del temple.
Expulsats per Filip II de Macedònia, els focidis es veieren obligats a pagar una gravosa indemnització i van perdre el vot en l'amfictionia, en què entrà Filip, que hi havia inclòs Macedònia.
La cuarta guerra sagrada començà el 339 aC. Els locris d'Amfípolis, que havien conreat la plana de Cirra, volien cobrar una taxa als pelegrins.
Al 328 aC, Filip II hi intervingué i posà fi a aquesta darrera guerra sagrada, amb la derrota dels locris.
Tots aquests incidents feren que la restauració del temple no acabara fins al 330 aC.
L'expansió dels celtes, assentats al nord dels Balcans al segle iv aC, constituïa una amenaça per a Grècia. Macedònia els tenia a ratlla, però cap al 280 aC les lluites internes de l'antic Regne de Macedònia de Filip i Alexandre afebliren aquest escut hel·lènic.
Els celtes, que en els textos grecs són denominats "gàlates", l'any 279 aC derrotaren als macedonis: mataren Ptolemeu Ceraune. El camí envers Grècia era obert. Els celtes caigueren sobre Tessàlia a les ordres de Bren; arribaren a les Termòpiles, on primerament els aturaren, i després se'n retiraren.
Aquesta campanya es feu a l'hivern, amb el Parnàs nevat. Les condicions climàtiques i l'ajut etoli i dels focidis salvaren el temple.
Bren, ferit, es retirà de la lluita. Diu la llegenda que Atenea i Àrtemis intervingueren en la batalla i que les pedres caigudes del Parnàs, llançades sens dubte pels grecs apostats en les altures, sembraren el pànic entre els gàlates. Abans d'anar-se'n saquejaren els temples de Marmària.
Durant el segle iii aC fins al 168 aC, el santuari estigué controlat per la Lliga Etòlia, època encara important per al santuari d'Apol·lo, gràcies sobretot a les donacions dels reis de Pèrgam, que també hi construïren un pòrtic, igual que els etolis.
Al 167 aC, els romans, després de la victòria sobre Perseu, el seu darrer rei, feren de Macedònia una província i controlaren Delfos.
Al 86 aC, mentre Sila guerrejava contra Mitridates, rei del Pont a Àsia Menor, obligaren els delfis a lliurar les ofrenes en or per finançar les seues campanyes.
Al 83 aC, un poble de Tàcia, els medes, saquejaren el santuari i n'incendiaren el sostre.
Sota la protecció d'August, el temple va recuperar certa lluentor, malgrat els saqueigs patits en el s. I: hi havia encara 3.000 estàtues al santuari.
Neró, l'any 67, en retirà quasi 500 estàtues i va dividir la plana de Cirra entre els seus legionaris.
El temple es restaurà l'any 87 amb l'emperador Domicià.
Al s. II, els Antonins, i especialment Hadrià, foren vertitables benefactors del santuari. El seu contemporani Herodes Àtic, un grec ric originari de Marató i amic d'Hadrià, feu construir al seu càrrec les grades de pedra de l'estadi. D'altra banda, l'oracle estava en plena decadència. Abans, eren les ciutats qui acudien a consultar-lo, ara són particulars qui li plantegen problemes personals.
Encara que els delfis hi erigiren dues estàtues en honor de Constantí (306-337), aquest espolià el santuari i s'endugué el trípode de Platea (consagrat després de la batalla del 479 aC) per adornar la seua nova capital, Constantinoble.
L'emperador romà Julià l'Apòstata (361-363) intentà en va donar una certa vida al temple, que fou clausurat el 394 arran de l'edicte de Teodosi, que prohibis els cultes considerats pagans. Llavors a Delfos s'assentà un bisbe, i al segle següent es construí una basílica a l'oest del santuari abandonat.

### Els tres temples d'època històrica
El temple més antic, destruït per un incendi al 348 aC, fou obra dels arquitectes llegendaris Trofoni i Agamedes.
Fou reemplaçat pel que manà construir la família atenenca dels Alcmeònides, al final del s. VI aC. S'ensorrà per un violent terratrèmol del 373 aC.
Entre el 373 aC i el 340 aC, es va construir l'edifici les restes del qual poden veure's encara.

#### El darrer temple (s. IV aC)
Construït en estil dòric, contenia sis columnes de tova al front, i quinze als costats.
S'hi accedia per tres esglaons. La part meridional recolzava sobre una muralla, i aquesta descansava en una terrassa inferior sostinguda per un mur poligonal.
Damunt aquesta terrassa, entre altres edificis, hi havia, probablement, la seu de la Pítia.
A la sala subterrània del temple (ádyton), on es trobava l'ònfal i borbollava l'aigua de la font Casòtide, la sacerdotessa d'Apol·lo pronunciava els oracles sibil·lins, que els sacerdots interpretaven i transcrivien.

## La via Sacra
La via Sacra era el carrer principal del conjunt d'edificis que formaven el santuari de Delfos. Començava a l'angle sud-oriental del recinte sagrat, i arribava, amb un recorregut serpentejant d'uns 400 m, a l'entrada del temple d'Apol·lo.
Tenia 4 o 5 metres d'ample i estava flanquejada als costats per monuments votius i pels dels tresors, manats edificar per les ciutats gregues per custodiar les ofrenes dels habitants.
Els donants, amb aquestes manifestacions de riquesa i poder, pretenien demostrar la seua veneració i reconeixement al déu, i constitueixen el testimoni més eloqüent de la individualitat, la rivalitat i la divisió del món antic grec. Un exemple: els espartans, per celebrar la victòria sobre els atenencs al final de la Guerra del Peloponés (431-404 aC), feren construir un ex-vot dedicat als seus almirall que bateren l'enemic en la decisiva batalla d'Egospòtam, just enfront del monument que commemorava el triomf dels atenencs sobre els perses a Marató.